# Gusttavo Lima

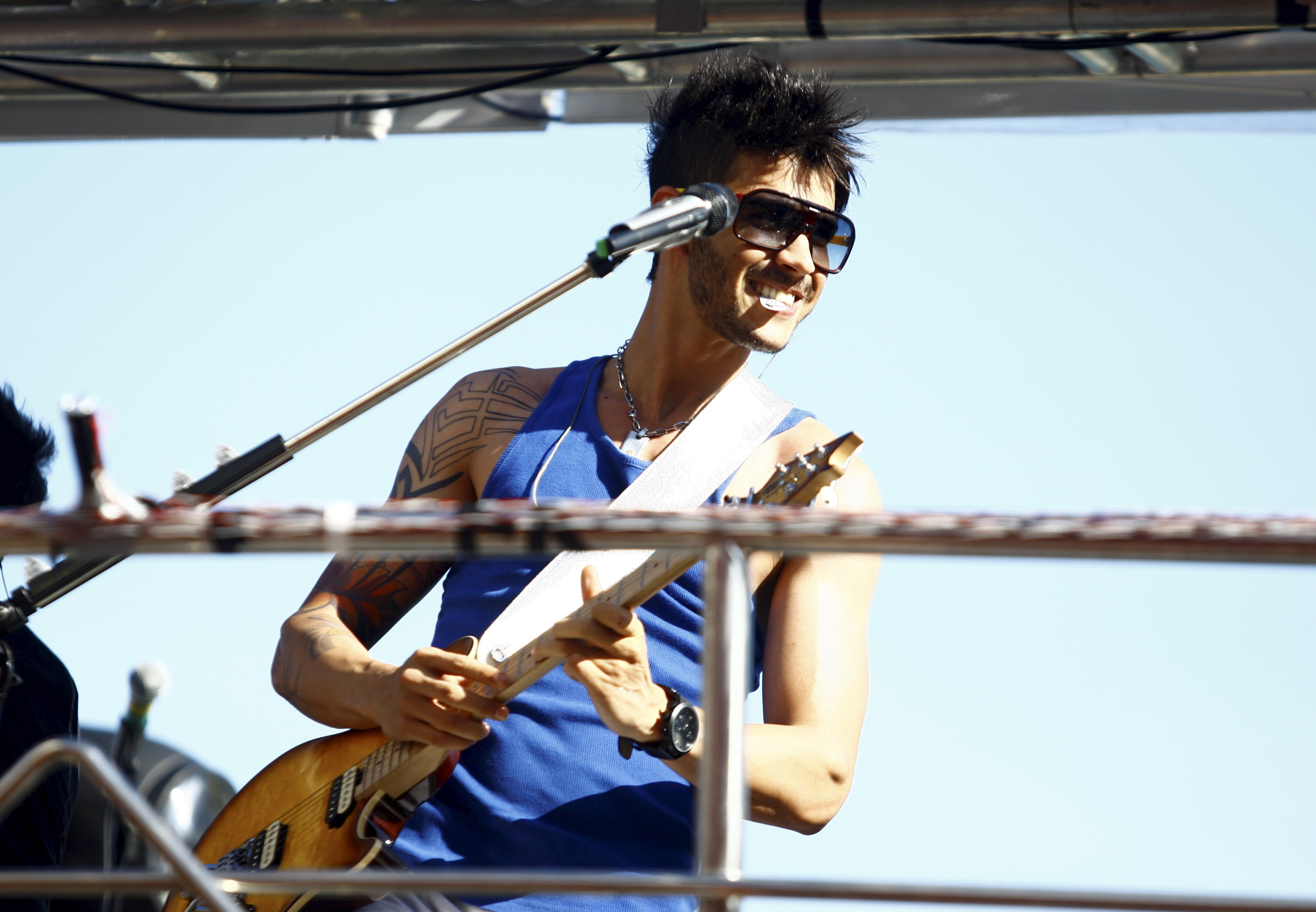
Gusttavo Lima under ett uppträdande i Bahia 2012

Nivaldo Batista Lima, mer känd under sitt artistnamn Gusttavo Lima, född 3 september 1989 i Presidente Olegário, Minas Gerais, är en brasiliansk sångare. Lima har bland gjort succé med låten "Balada".